# Robert Krook
Adolf Jakob Robert Krook, född den 2 november 1837 i Ystad, död den 7 februari 1911 i Örebro, var en svensk jurist.
Krook blev 1855 student vid Lunds universitet, där han avlade kameralexamen 1857 och examen till rättegångsverken 1859. Han blev vice häradshövding 1864. Krook var häradshövding i Luleå domsaga 1877–1887 och i Östernärkes domsaga 1887–1907. Han blev riddare av Nordstjärneorden 1887. Krook vilar på Olaus Petri kyrkogård i Örebro.